# Perthacantha jugata
Perthacantha jugata is een hooiwagen uit de familie Triaenonychidae.